# Megapterium missouriense
Megapterium missouriense là một loài thực vật có hoa trong họ Anh thảo chiều. Loài này được (Sims) Spach mô tả khoa học đầu tiên năm 1835.